# Veitchia vitiensis
Veitchia vitiensis är en enhjärtbladig växtart som först beskrevs av Hermann Wendland, och fick sitt nu gällande namn av Harold Emery Moore. Veitchia vitiensis ingår i släktet Veitchia och familjen Arecaceae. IUCN kategoriserar arten globalt som livskraftig.
Artens utbredningsområde är Fiji. Inga underarter finns listade i Catalogue of Life.